# Rebecca Lunderup
Rebecca Lunderup (* Oktober 1994) ist eine deutsche Studentin. Die damals in Lokstedt wohnhafte Hamburgerin wurde bekannt dadurch, dass sie im Juli 2017 gemeinsam mit Freunden via Facebook die Veranstaltung „Hamburg räumt auf!“ initiierte, die mit 10.000 Teilnehmern nach den G20-Protesten die Stadt Hamburg aufräumte.

## Werdegang
Lunderup besuchte das Gymnasium Heidberg. Sie ist ausgebildete biologisch-technische Assistentin (School of Life Science Hamburg) und studierte ab dem Wintersemester 2017/2018 Berufspädagogik an der Universität Hamburg mit Ausrichtung auf Chemietechnik und Biologie.

## Ehrungen
Bundespräsident Frank-Walter Steinmeier und Hamburgs erster Bürgermeister Olaf Scholz bedankten sich persönlich bei Lunderup für ihr Engagement nach dem G20-Gipfel. Das Hamburger Abendblatt zeichnete sie mit dem Preis „Hamburgerin des Jahres 2017“ aus. Darüber hinaus zeichnete die Bauer Media Group sie als „Heldin des Alltags“ aus.